# Episodi di Duel Masters (tredicesima stagione)
Duel Masters (デュエル・マスターズ?, Dyueru Masutāzu) è stato trasmesso originalmente in Giappone dal 2 aprile 2017 al 25 marzo 2018 su TV Tokyo per un totale di 51 episodi. La sigla d'apertura è Mirai wa Joe! Joe! (未来はジョー! ジョー!? lett. "Il futuro è Joe! Joe!") cantata da Hayabusa mentre quelle di chiusura sono rispettivamente BE☆THE WIND (lett. "ESSERE ☆ IL VENTO") (ep. 1-13, 27-39) e Ah, yume mikoshi (嗚呼、夢神輿? lett. "Aya, sogno mikoshi") (ep. 14-26) entrambe dei Matsuri Nine. e Ashita e no kaze (明日への風? lett. "Il vento per il domani") di Rico Sasaki (ep. 40-51).

Il logo della serie

Questa serie segna l'inizio del viaggio di Joe Kirifuda, un duellante di nuova generazione.
Gli eventi hanno luogo quattordici anni dopo lo scontro tra Katta Kirifuda ed il Team Hamukatsu contro Dormageddon X, Forbidden Armageddon garantendo così la salvezza del futuro del mondo degli umani e di quello delle creature. In questa nuova era, Joe Kirifuda, il figlio di Katta, mira a diventare il miglior duellante del mondo proprio come suo padre. La storia è divisa tra la vita di tutti i giorni di Joe e le battaglie che deve affrontare nel regno parallelo dei mostri.

## Lista episodi
| Nº | Titolo italiano (traduzione letterale) Giapponese 「Kanji」 - Rōmaji | In onda           | In onda |
| Nº | Titolo italiano (traduzione letterale) Giapponese 「Kanji」 - Rōmaji | Giapponese        |         |
| 1  | Facciamo samba con il Duema!! Vinci con la carta vincente, unisciti a Joe! 「デュエマでレッツサンバ！！ 切札勝、参ジョー！」 - Dyuema de rettsu Sanba!! Kirifuda masaru, san Jō!                                                      | 2 aprile 2017     |         |
| 2  | Joe, attento alla macchina! Il sogno super speciale Q e la misteriosa squadra di conigli, nobori Joe! 「ごジョー車注意！ 夢の超特Ｑと謎のウサギ団、登ジョー！」 - Go Jō-sha chūi! Yume no chō Toku Q to nazo no Usagi-dan, nobori Jō! | 9 aprile 2017     |         |
| 3  | Joe amico immutabile! Kira lo splendente uomo della giustizia, unisciti a Joe! 「変わらぬ友ジョー！ キンキラキンな 正義の男・キラ、参ジョー！」 - Kawaranu tomo Jō! Kinkirakin'na seigi no otoko Kira, san Jō!                        | 16 aprile 2017    |         |
| 4  | Il ritiro di Joe! Creiamola adesso! Ramen Creature! 「ジョーに禁断症ジョー！ 今こそ生み出せ！ ラーメンクリーチャー！」 - Jō ni kindan-shō Jō! Ima koso umidase! Rāmen Kurīchā!                                                        | 23 aprile 2017    |         |
| 5  | Joe, si è verificata una situazione diversa! Combatti fino alla morte con il temibile Duel Warrior! 「非ジョー事態発生！ 恐ろしきデュエル・ウォーリアとの死闘！」 - Hi Jō jitai hassei! Osoroshiki Dyueru Uōria to no shitō!          | 30 aprile 2017    |         |
| 6  | Golden Week! L'operazione tropicale di Joe! 「お金なウィーク！ 南国ジョー陸大作戦！」 - Gōruden na Uīku! Nankoku Jō riku dai sakusen!                                                                                                 | 7 maggio 2017     |         |
| 7  | Joe combatti con gli altri! Cattivo e focoso! Joe, guarda Boltz! 「ケンカジョー等！バッドでド熱い！ ボルツ、参ジョー！」 - Kenkajō-tō! Baddo de do atsui! Borutsu, san Jō!                                                            | 14 maggio 2017    |         |
| 8  | Joe scoppia a ridere durante un incontro!? Ippopotamo rosa VS ramen stupido! 「会ジョーが大爆笑！？ピンクのカバVSラーメンバカ！」 - Kai Jō ga dai bakushō!? Pinku no kaba VS rāmen baka!                                              | 21 maggio 2017    |         |
| 9  | Ciò che Joe non conosce!? Il pericoloso legame tra Boltz e Kira! 「ジョーの知らない事ジョー！？ボルツとキラの危険な関係！」 - Jō no shiranai koto Jō!? Borutsu to Kira no kiken' na kankei!                                           | 28 maggio 2017    |         |
| 10 | Scopo! Joe mettiti alla prova! L'insegnante geniale, la storia del compleanno! 「ねらえ！テストで下剋ジョー！天才先生、誕ジョー物語！」 - Nerae! Tesuto de gekoku Jō! Tensai sensei, tanjō monogatari!                                | 4 giugno 2017     |         |
| 11 | La sfida del fuoco di Joe! La mia Bad e Hot Master Card! 「炎の挑戦ジョー！オレちゃんのバッドでホットなマスターカード！」 - Honō no chōsen Jō! Ore-chan no Baddo de Hotto na Masutā Kādo!                                             | 11 giugno 2017    |         |
| 12 | Divertiamoci, Hobby Fair! Fai attenzione agli squali, non alle mascelle! 「遊びつくすぜ、ホビーフェア！ジョーズじゃなくてシャークにご注意！」 - Asobi tsukusu ze, Hobī Fea! Jōzu janakute Shāku ni go chūi!                           | 18 giugno 2017    |         |
| 13 | Joe e la giornata del cioccolato e dei dolci (vita quotidiana)! La battaglia dei dolcetti dei sogni! 「チョコっとお菓子な日ジョー（日常）！夢のオヤツ大作戦！」 - Chokotto okashina-bi Jō (nichijō)! Yume no o yatsu dai sakusen!     | 25 giugno 2017    |         |
| 14 | Momo mo, mo -con tutto il cuore! La consulenza sulla vita di Joe può attendere! 「ももも、も～ゾッコン！行列のできる人生相談ジョー！」 - Momo mo, mo ~zokkon! Gyōretsu no dekiru jinsei sōdan Jō!                                     | 2 luglio 2017     |         |
| 15 | Joe punta ai cieli! Joe, la storia d'amore e il negozio di ramen nel cielo! 「ジョー空を目指せ！ジョーと、ロマンと、天空のラーメン屋！」 - Jō sora o mezase! Jō to, roman to, tenkū no rāmen-ya!                                      | 9 luglio 2017     |         |
| 16 | Non sono Jodan! Il sogno di Creature World diventa realtà! 「ジョーダンじゃないよ！ホントにあった夢のクリーチャーワールド！」 - Jōdan janai yo! Honto ni atta yume no Kurīchā Wārudo!                                                 | 16 luglio 2017    |         |
| 17 | Sono il Duel Master! Joe VS Boltz, la battaglia decisiva di Joe! 「デュエルマスターはオレだ！ジョーｖｓボルツの頂ジョー決戦！」 - Dyueru Masutāzu wa oreda! Jō VS Borutsu no itadaki Jō kessen!                                       | 23 luglio 2017    |         |
| 18 | Paradiso da sogno! Joe atterra sulla stella dei Joker! 「夢の楽園！ジョーカーズの星にジョー陸ッショイ！」 - Yume no rakuen! Jōkāzu no hoshi ni Jō sshoi!                                                                              | 30 luglio 2017    |         |
| 19 | Joe e la storia della consapevolezza oltre il ramen! Lotta feroce! Ramen Summer Festival! 「話 ラーメンのジョー識を超えろ！熱闘！ラーメンサマーフェス！」 - Hanashi rāmen no Jō shiki o koero! Nettō! Rāmen Samā Fesu!                | 6 agosto 2017     |         |
| 20 | Il triplo film estivo! È estate! Coniglio! La calamità di Deckie! 「夏の三本立て劇ジョー！ 夏だ！ ウサギだ！ デッキーの災難！」 - Natsu no san-hondate gekijō! Natsu da! Usagi da! Dekkī no sainan!                                   | 13 agosto 2017    |         |
| 21 | Brin e Tojo! Sono i Dukesi Custers 「ブリンと登ジョー！オレ様がデュケシ・カスターズだ」 - Burin to Tōjō! Oresama ga Dyukeshi Kasutāzuda                                                                                               | 20 agosto 2017    |         |
| 22 | La furia di Boltz! Il focoso compleanno di Johnny nel Creature World!? 「怒りのボルツ！クリーチャーワールドで火のジョニー誕ジョー！？」 - Ikari no Borutsu! Kurīchā Wārudo de hi no Jonī tanjō!?                                      | 27 agosto 2017    |         |
| 23 | La squadra coniglio grande fiamma di Joe! Uscita! Il Merabeat delle fiamme di Johnny! 「ウサギ団大炎ジョー！くり出せ！炎のメラビート・ザ・ジョニー！」 - Usagi-dan daien Jō! Kuridase! Honō no Merabīto za Jonī!                      | 3 settembre 2017  |         |
| 24 | Appare un eroe della giustizia! Nuovo potere! Il suo nome è "DG" 「正義のヒーロー参ジョー！新たなる力！その名は『ＤＧ』」 - Seigi no Hīrō-san sanjō! Aratanaru chikara! Sononaha “DG”                                                 | 10 settembre 2017 |         |
| 25 | Svela il segreto! La battaglia degli scoop di Joe e Puri 「秘密を暴け！ジョーとプリ人の非ジョーなるスクープ合戦」 - Himitsu o abake! Jō to Puri jin no hi Jō naru Sukūpu gassen                                                       | 17 settembre 2017 |         |
| 26 | La squadra coniglio si ritira!? La disperata operazione di pulizia! 「ウサギ団、退ジョー！？決死のおそうじ大作戦！」 - Usagi-dan, taijō!? Kesshi no osōji dai sakusen!                                                                | 24 settembre 2017 |         |
| 27 | Sono arrabbiato con Joe! I'm Sorry, primo ministro baffuto! 「吾輩はエライんだジョー！アイムソーリー、ヒゲ総理！」 - Wagahai wa erainda Jō! Aimu Sōrī, hige sōri!                                                                     | 1º ottobre 2017   |         |
| 28 | Il combattimento decisivo di fuoco e luce di Joe! La battaglia vendicativa di Boltz e Dachikko! 「炎と光の決戦ジョー！ボルツとダチッコの復讐大作戦！」 - Honō to hikari no kessen Jō! Borutsu to Dachikko no fukushū dai sakusen!     | 8 ottobre 2017    |         |
| 29 | L'impatto di "DG"! La giustizia, gli amici di Joe e lo stemma del giudizio! 「『ＤＧ』の衝撃！正義と友ジョーと裁きの紋章！」 - “DG” no shōgeki! Seigi to tomo Jō to sabaki no monshō!                                                 | 15 ottobre 2017   |         |
| 30 | L'obiettivo è la collezione di Parigi!? Joe finisce in una classe alla moda!? 「目指せパリコレ！？ジョーはおしゃれのジョー級者！？」 - Mezase Pari kore!? Jō wa oshare no Jō-kyū-sha!?                                                | 22 ottobre 2017   |         |
| 31 | Joe si precipita ad affrontare dei brutti ceffi!? Il capriccio di Halloween di Joe! 「うぇ～いなヤツらに苦ジョー殺到！？ジョーのハロウィン奇想曲！」 - Uei na yatsura ni ku Jō sattō!? Jō no Harōin kisō kyoku!                       | 29 ottobre 2017   |         |
| 32 | La scuola della splendida famiglia Kirifuda di Joe! Sono la leggenda più forte! 「華麗なる切札一族が総登ジョー！レジェンドで最強はオレだ！」 - Kareinaru Kirifuda ichizoku ga sōtō Jō! Rejendo de saikyō wa oreda!                    | 5 novembre 2017   |         |
| 33 | Il match competitivo dei draghi di Joe! Joe è il più forte dei Kirifuda!? 「ジョーのドラゴン争奪マッチ！切札家史ジョー最強はダレだ！？」 - Jō no Doragon sōdatsu Matchi! Kirifuda eien fumi Jō saikyō wa dareda!?                     | 12 novembre 2017  |         |
| 34 | Nessun giudizio 「無ジョーの裁き」 - Mujō no sabaki | 19 novembre 2017  |         |
| 35 | La casa del tè Takigawa, Joe il distruttore! Dramma! Reform Project! 「喫茶たきがわ、壊滅ジョー態！劇的！リフォームプロジェクト！」 - Kissa Takigawa, kaimetsu Jō tai! Gekiteki! Rifōmu Purojekuto!                                   | 26 novembre 2017  |         |
| 36 | Il numero di Deckie è aumentato!? La battaglia decisionale del deck più forte della terra di Joe! 「デッキーが増えちゃった！？地ジョー最強のデッキー決定戦！」 - Dekkī ga fue chatta!? Ji Jō saikyō no Dekkī kettei-sen!              | 3 dicembre 2017   |         |
| 37 | Momo è vittima di uno strano scherzo!? Il terrore del millepiedi nero strisciante! 「ももちゃんに異ジョー発生！？忍び寄る黒いムカデの恐怖！」 - Momo-chan nii Jō hassei!? Shinobiyoru kuroi mukade no kyōfu!                          | 10 dicembre 2017  |         |
| 38 | Il compleanno di Joe! Il drago di Kira! Il suo nome è "Drago Scintillante Savark"! 「誕ジョー！キラのドラゴン！その名も『煌龍・サッヴァーク』！」 - Tanjō Jō! Kira no Doragon! Sono na mo “Kōryū Savvāku”!                            | 17 dicembre 2017  |         |
| 39 | Attacco al Natale! La natura di Santa Korosuke (Joe)! 「クリスマスに攻め落とせ！風雲サンタコロスケ城（ジョー）！」 - Kurisumasu ni semeotose! Fūun Santa Korosuke Jō (Jō)!                                                            | 24 dicembre 2017  |         |
| 40 | 1000 match per Joe e gli altri! Un campo di addestramento per il Duema a sangue caldo tra Joe e Boltz! 「１０００回ジョー等！ジョーとボルツの熱血デュエマ合宿！」 - 1000-Kai Jō-tō! Jō to Borutsu no nekketsu Dyuema gasshuku!        | 7 gennaio 2018    |         |
| 41 | Nessun segreto è consentito! La rabbiosa sfida di Joe e Kira! 「隠し事は許さない！キラに怒りの挑戦ジョー！」 - Kakushigoto wa yurusanai! Kira ni ikari no chōsen Jō!                                                                  | 14 gennaio 2018   |         |
| 42 | La resa dei conti! Joe tra la giustizia e un amico... 「闘決着！ 正義と友ジョーの狭間で…」 - To kecchaku! Seigi to tomo Jō no hazama de...                                                                                            | 21 gennaio 2018   |         |
| 43 | Lo voglio davvero, Joe! Inizia la leggenda del drago di Joe! 「やっぱり欲しいんだジョー！ジョーのドラゴン伝説はじまる！」 - Yappari hoshī nda Jō! Jō no Doragon densetsu hajimaru!                                                    | 28 gennaio 2018   |         |
| 44 | La strana situazione di Joe nella notte oscura! L'istinto oscuro, il cui nome è Zero! 「闇夜の異ジョー事態！暗黒の本能・その名はゼーロ！」 - Yamiyo no i Jō jitai! Ankoku no hon'nō sononaha Zēro!                                    | 4 febbraio 2018   |         |
| 45 | Combatti! Principessa Pyonko! La spedizione di San Valentino di Joe! 「戦え！ぴょんこ姫！ジョー熱のバレンタインデー探検隊！」 - Tatakae! Pyonko hime! Jō-netsu no Barentain dē tanken-tai!                                            | 11 febbraio 2018  |         |
| 46 | Joe nel mirino, colpire o perdere! Cerca l'aiuto di Atari Ponnosuke! 「当たりハズレのジョー下町！あたりポンの助を探し出せ！」 - Atari hazure no Jō shitamachi! Atari Ponnosuke o sagashidase!                                         | 18 febbraio 2018  |         |
| 47 | Joe vuole delle notizie! Ricerca! Il giorno dell'ippopotamo di Joe! 「ジョー報、求む！探れ！カバまろの日ジョー！」 - Jō-hō, motomu! Sagure! Kaba maro no hi Jō!                                                                       | 25 febbraio 2018  |         |
| 48 | L'incandescente Shooting Battle! L'appassionato amico di Joe che ha fatto la guerra a Joe! 「白熱のシューティングバトル！戦ジョーに咲いた熱き友ジョー！」 - Hakunetsu no Shūtingu Batoru! Senjō ni saita atsuki tomo Jō!              | 4 marzo 2018      |         |
| 49 | Scava! Igname! Il duello in natura tra Joe e la libellula! 「掘り起こせ！ジネンジョー！ジョーとトンボの大自然デュエル！」 - Horiokose! Jinenjō! Jō to tonbo no dai shizen Dyueru!                                                     | 11 marzo 2018     |         |
| 50 | La determinazione di Deckie! La nascita del drago di Joe! 「デッキーのケツ意！ジョーのドラゴン出産劇ジョー！」 - Dekkī no ketsui! Jō no Doragon shussan gekijō!                                                                       | 18 marzo 2018     |         |
| 51 | Prendilo! Il futuro è Joe! Joe! Let's Go! 「つかみとれ！未来はジョー！ジョー！レッツゴー！」 - Tsukami tore! Mirai wa Jō! Jō! Rettsu Gō!                                                                                              | 25 marzo 2018     |         |